# NGC 4659
NGC 4659 ist eine linsenförmige Zwerggalaxie vom Hubble-Typ S0/a im Sternbild Haar der Berenike. Sie ist schätzungsweise 20 Millionen Lichtjahre von der Milchstraße entfernt und hat einen Durchmesser von etwa 15.000 Lichtjahren. Unter der Katalognummer VVC 1999 wird sie als Mitglied des Virgo-Galaxienhaufens gelistet.
Im selben Himmelsareal befinden sich u. a. die Galaxien NGC 4639, NGC 4654, IC 3735, IC 3742.
Das Objekt wurde am 12. April 1784 von Wilhelm Herschel mit einem 18,7-Zoll-Spiegelteleskop entdeckt, der sie mit „F. vS. R. lbM. r.“ beschrieb.